# Championnat de Belgique de football 1943-1944
Navigation
Saison précédente Saison suivante
Le championnat de Belgique de football 1943-1944 est la 42e saison du championnat de première division belge. Son nom officiel est « Division d'Honneur ». C'est également la troisième et dernière saison des trois que l'on nommera plus tard « championnats de guerre ».
La compétition est à nouveau dominée par les équipes de la province d'Anvers, dont cinq des six équipes engagées se retrouvent parmi les six premiers au classement final. Le seul « trouble-fête » est le R. SC Anderlechtois, qui termine vice-champion, son meilleur résultat jusqu'alors, à sept points toutefois du vainqueur, l'Antwerp. Le « Great Old » décroche ainsi le troisième titre de son Histoire.

## Clubs participant
Seize clubs prennent part à la compétition, autant que lors de l'édition précédente. Ceux dont le matricule est mis en gras existent toujours aujourd'hui. 
| #  | Nom                                       | Mat. | Ville                 | Stades                 | En D1 depuis (série) | Total en D1 | Saison précédente |
| -- | ----------------------------------------- | ---- | --------------------- | ---------------------- | -------------------- | ----------- | ----------------- |
| 1  | Sportclub Eendracht Alost                 | 90   | Alost                 | Bredestraat            | 1941-1942 (3e)       | 3e          | 13e               |
| 2  | Royal Sporting Club Anderlechtois         | 35   | Anderlecht            | Stade Émile Versé      | 1935-1936 (7e)       | 14e         | 6e                |
| 3  | Royal Antwerp Football Club               | 1    | Anvers                | Bosuilstadion          | 1901-1902 (36e)      | 41e         | 5e                |
| 4  | Royal Beerschot Athletic Club             | 13   | Anvers                | Kiel                   | 1907-1908 (30e)      | 36e         | 2e                |
| 5  | Royal Berchem Sport                       | 28   | Berchem               | Het Rooi               | 1943-1944 (1re)      | 14e         | Division 1B : 1er |
| 6  | Royal Cercle Sportif Brugeois             | 12   | Bruges                | Stade du CS Brugeois   | 1938-1939 (4e)       | 36e         | 8e                |
| 7  | Royal Olympic Club Charleroi              | 246  | Montignies-sur-Sambre | Stade de la Neuville   | 1937-1938 (5e)       | 5e          | 9e                |
| 8  | Royal Cercle Sportif La Forestoise        | 51   | Forest                | Stade communal         | 1942-1943 (2e)       | 3e          | 14e               |
| 9  | Association Royale Athlétique La Gantoise | 7    | Gentbrugge            | Stade Jules Otten      | 1936-1937 (6e)       | 17e         | 4e                |
| 10 | Royal Standard Club Liège                 | 16   | Sclessin              | Stade de Sclessin      | 1921-1922 (21e)      | 26e         | 12e               |
| 11 | Koninklijke Liersche Sportkring           | 30   | Lierre                | Lispersteenweg         | 1927-1928 (15e)      | 15e         | 3e                |
| 12 | Koninklijke Lyra                          | 52   | Lierre                | Lyrastadion            | 1943-1944 (1re)      | 7e          | Division 1A : 1er |
| 13 | Royal Football Club Malinois              | 25   | Malines               | Achter de Kazerne      | 1928-1929 (14e)      | 17e         | 1er               |
| 14 | Union Saint-Gilloise Société Royale       | 10   | Uccle                 | Stade du Parc Duden    | 1901-1902 (36e)      | 36e         | 11e               |
| 15 | Royal Tilleur Football Club               | 21   | Tilleur               | Stade du Pont d'Ougrée | 1941-1942 (3e)       | 6e          | 7e                |
| 16 | Royal White Star Athletic Club            | 47   | Woluwe-Saint-Lambert  | rue de Kelle           | 1934-1935 (7e)       | 8e          | 10e               |

### Localisations
| Anvers Liersche Lyra FC Malinois Bruxelles Olympic E. Aalst La Gantoise CS Brugeois Standard CL R. Tilleur FC |

#### Localisation des clubs bruxellois
les 4 cercles bruxellois sont :
(6) R. SC Anderlechtois
(7) Union SG SR
(8) R. CS La Forestoise
 (14) R. White Star AC

#### Localisation des clubs anversois
les 3 cercles anversois sont :
(1) R. Antwerp FC
(2) R. Beerschot AC
 (3) K. Berchem Sport

## Résultats

### Résultats des rencontres
Avec seize clubs engagés, 240 matches sont au programme de la saison.
| Résultats (▼dom., ►ext.)                                   | ALO | AND | ANT | BEE | BER | CSB | FOR | LAG | LIE | LYR | FCM | OLY | STA | USG | TIL | WST  |
| SC Eendracht Alost                                         |     | 1-3 | 1-3 | 0-3 | 3-0 | 4-1 | 2-0 | 2-1 | 0-1 | 2-2 | 0-2 | 3-2 | 2-1 | 2-2 | 2-0 | 3-3  |
| R. SC Anderlechtois                                        | 1-0 |     | 3-2 | 6-3 | 8-3 | 2-1 | 7-0 | 3-1 | 3-0 | 7-2 | 7-2 | 2-1 | 1-2 | 3-0 | 1-1 | 5-3  |
| R. Antwerp FC                                              | 5-0 | 3-0 |     | 3-2 | 0-0 | 1-0 | 4-0 | 1-1 | 4-0 | 4-1 | 3-0 | 3-0 | 6-0 | 6-1 | 2-1 | 3-0  |
| R. Beerschot AC                                            | 4-0 | 2-2 | 1-2 |     | 1-1 | 1-0 | 2-3 | 3-1 | 0-0 | 7-1 | 2-2 | 3-0 | 5-0 | 2-1 | 2-1 | 6-3  |
| K. Berchem Sport                                           | 5-2 | 2-4 | 0-1 | 2-2 |     | 3-0 | 3-4 | 2-2 | 1-1 | 2-0 | 2-2 | 2-2 | 3-1 | 3-2 | 3-2 | 1-1  |
| R. CS Brugeois                                             | 1-0 | 0-1 | 0-2 | 1-1 | 2-1 |     | 1-2 | 3-1 | 4-4 | 2-2 | 0-1 | 1-1 | 2-5 | 2-1 | 1-0 | 3-0  |
| R. CS La Forestoise                                        | 4-3 | 2-0 | 0-3 | 1-7 | 3-4 | 1-3 |     | 2-2 | 3-2 | 2-2 | 3-0 | 6-3 | 3-3 | 1-1 | 3-2 | 5-3  |
| ARA La Gantoise                                            | 2-0 | 0-2 | 4-2 | 2-2 | 2-1 | 1-3 | 3-1 |     | 2-2 | 1-1 | 1-1 | 3-2 | 1-4 | 3-3 | 2-1 | 1-5  |
| K. Liersche SK                                             | 2-1 | 4-2 | 1-3 | 2-2 | 3-2 | 1-7 | 2-1 | 3-2 |     | 3-2 | 2-1 | 2-2 | 7-0 | 2-1 | 3-0 | 5-1  |
| K. Lyra                                                    | 2-3 | 4-6 | 0-2 | 2-3 | 0-1 | 0-2 | 6-1 | 4-2 | 1-1 |     | 1-4 | 2-1 | 1-1 | 1-2 | 0-0 | 6-2  |
| FC Malinois                                                | 0-1 | 3-1 | 1-1 | 1-2 | 4-2 | 1-0 | 3-1 | 2-2 | 2-2 | 4-1 |     | 3-3 | 5-0 | 0-1 | 6-0 | 3-1  |
| R. Olympic CC                                              | 4-2 | 5-0 | 2-4 | 3-0 | 1-3 | 2-2 | 5-0 | 3-3 | 2-1 | 1-1 | 1-0 |     | 0-1 | 5-1 | 6-0 | 1-1  |
| R. Standard CL                                             | 2-4 | 1-1 | 1-0 | 4-1 | 3-4 | 2-7 | 5-3 | 4-4 | 2-4 | 4-1 | 1-2 | 0-1 |     | 2-4 | 0-1 | 3-10 |
| Union St-Gilloise SR                                       | 1-2 | 2-0 | 1-0 | 2-0 | 6-2 | 1-0 | 4-4 | 3-1 | 0-1 | 4-0 | 1-1 | 5-1 | 2-3 |     | 5-3 | 2-5  |
| R. Tilleur FC                                              | 0-0 | 1-1 | 0-6 | 2-2 | 1-1 | 1-2 | 1-3 | 2-1 | 2-1 | 5-5 | 1-2 | 1-4 | 3-2 | 1-1 |     | 1-0  |
| White Star AC                                              | 1-0 | 1-2 | 1-2 | 1-2 | 1-4 | 3-1 | 1-1 | 3-2 | 2-1 | 0-4 | 5-2 | 3-0 | 1-1 | 5-0 | 5-1 |      |
| - Victoire à domicile - Match nul - Victoire à l'extérieur |     |     |     |     |     |     |     |     |     |     |     |     |     |     |     |      |

Selon certaines sources, le match White Star AC - R. Standard CL n'a pas été joué.

### Classement final
| Rang | Équipe                    | Pts | J  | G  | N  | P  | Bp | Bc | Diff |
| ---- | ------------------------- | --- | -- | -- | -- | -- | -- | -- | ---- |
| 1    | R. ANTWERP FC             | 49  | 30 | 23 | 3  | 4  | 81 | 22 | +59  |
| 2    | R. SC Anderlechtois       | 42  | 30 | 19 | 4  | 7  | 84 | 52 | +32  |
| 3    | R. Beerschot AC           | 37  | 30 | 14 | 9  | 7  | 73 | 49 | +24  |
| 4    | K. Liersche SK            | 36  | 30 | 14 | 8  | 8  | 63 | 55 | +8   |
| 5    | R. FC Malinois T          | 34  | 30 | 13 | 8  | 9  | 60 | 48 | +12  |
| 6    | R. Berchem Sport          | 31  | 30 | 11 | 9  | 10 | 63 | 64 | -1   |
| 7    | Union St-Gilloise SR      | 30  | 30 | 12 | 6  | 12 | 60 | 61 | -1   |
| 8    | R. CS Brugeois            | 29  | 30 | 12 | 5  | 13 | 52 | 46 | +6   |
| 9    | R. Olympic Club Charleroi | 28  | 30 | 10 | 8  | 12 | 64 | 58 | +6   |
| 10   | R. CS La Forestoise       | 28  | 30 | 11 | 6  | 13 | 63 | 87 | -24  |
| 11   | R. White Star AC          | 27  | 30 | 11 | 5  | 14 | 71 | 71 | 0    |
| 12   | SC Eendracht Aalst        | 26  | 30 | 11 | 4  | 15 | 45 | 58 | -13  |
| 13   | ARA La Gantoise           | 23  | 30 | 6  | 11 | 13 | 54 | 70 | -16  |
| 14   | R. Standard CL            | 23  | 30 | 9  | 5  | 16 | 58 | 89 | -31  |
| 15   | K. Lyra                   | 19  | 30 | 5  | 9  | 16 | 55 | 79 | -24  |
| 16   | R. Tilleur FC             | 18  | 30 | 5  | 8  | 17 | 35 | 72 | -37  |

Légende
- Champion de Belgique 1944
- Club relégué pour la saison suivante

Abréviations
T : Tenant du titre 1943

 : nouveau venu depuis la saison précédente

### Meilleur buteur
Jan Goossens (Olympic Club de Charleroi), avec 34 buts. Il est le 28e joueur belge sacré meilleur buteur de la plus haute division belge.

#### Classement des buteurs
Le tableau ci-dessous reprend les 19 meilleurs buteurs du championnat, soit les joueurs ayant inscrit quatorze buts ou plus durant la saison.
| #   | Pays | Joueur                | Club                      | Buts | Matches joués |
| --- | ---- | --------------------- | ------------------------- | ---- | ------------- |
| 1.  |      | Jan Goossens          | Olympic Club de Charleroi | 34   | 28            |
| 2.  |      | René Geuns            | R. Antwerp FC             | 33   | 30            |
| 3.  |      | Jef Mermans           | R. SC Anderlechtois       | 32   | 30            |
| 4.  |      | Arsène Vaillant       | R. White Star AC          | 28   | 26            |
| 5.  |      | Arthur Ceuleers       | R. Beerschot AC           | 25   | 29            |
| 6.  |      | Jules Van Craen       | K. Liersche SK            | 22   | 30            |
| =.  |      | Karel Voogt           | SC Eendracht Alost        | 22   | 30            |
| 8.  |      | Adrien Bilnock        | R. CS La Forestoise       | 21   | 29            |
| 9.  |      | Henri Isemborghs      | R. Beerschot AC           | 20   | 29            |
| =.  |      | Gustaaf Van Den Bergh | Lyra KM                   | 20   | 29            |
| =.  |      | Albert De Cleyn       | R. FC Malinois            | 20   | 30            |
| 12. |      | Jean Van Loy          | R. CS La Forestoise       | 18   | 23            |
| 13. |      | Albert Vankerckvoorde | ARA La Gantoise           | 17   | 28            |
| =.  |      | Lodewijk Diricx       | Union Saint-Gilloise SR   | 17   | 29            |
| 15. |      | Marcel Pertry         | R. CS Brugeois            | 16   | 18            |
| =.  |      | Albert Dehert         | R. Berchem Sport          | 16   | 23            |
| 17. |      | Jean Capelle          | R. Standard CL            | 14   | 21            |
| =.  |      | August De Preter      | K. Liersche SK            | 14   | 25            |
| =.  |      | Constant De Hert      | R. Berchem Sport          | 14   | 26            |

## Récapitulatif de la saison
- Champion : R. Antwerp FC (3e titre)
- Septième équipe à remporter trois titres de champion
- Treizième titre pour la province d'Anvers.

| Région flamande (9)             | Région flamande (9) | Province de Brabant (4)      | Province de Brabant (4) | Région wallonne (3)    | Région wallonne (3) |
| ------------------------------- | ------------------- | ---------------------------- | ----------------------- | ---------------------- | ------------------- |
| Province d'Anvers               | 6                   | Région de Bruxelles-Capitale | 4                       | Province de Hainaut    | 1                   |
| Province de Flandre-Occidentale | 1                   | Province du Brabant flamand  | 0                       | Province de Liège      | 2                   |
| Province de Flandre-Orientale   | 2                   | Province du Brabant wallon   | 0                       | Province de Luxembourg | 0                   |
| Province de Limbourg            | 0                   |                              |                         | Province de Namur      | 0                   |

1. ↑  Au niveau footballistique, la province de Brabant est toujours unitaire malgré sa partition territoriale en 1995.

### Admission et relégation
Les deux derniers classés en fin de championnat, le Lyra et Tilleur, sont relégués en Division 1. Ils sont remplacés en vue de la saison prochaine par le R. FC Liégeois, qui effectue son retour parmi l'élite après vingt ans d'absence, et le Sint-Niklaassche SK, un nouveau venu au plus haut niveau.

### Bilan de la saison
| Championnat de Belgique de football 1943-1944 |                          |
| Champion                                      | R. Antwerp FC (3e titre) |
| Dauphin                                       | R. SC Anderlechtois      |
| Promotions et relégations                     |                          |
| Promus en Division d'Honneur                  | R. FC Liégeois           |
| Promus en Division d'Honneur                  | Sint-Niklaassche SK      |
| Relégués en Division 1                        | K. Lyra                  |
| Relégués en Division 1                        | R. Tilleur FC            |